# Cryptocarya triplinervis
Cryptocarya triplinervis är en lagerväxtart som beskrevs av Robert Brown. Cryptocarya triplinervis ingår i släktet Cryptocarya och familjen lagerväxter.

## Underarter
Arten delas in i följande underarter:
- C. t. pubens
- C. t. riparia